# كأس السوبر الإفريقي 2007
كأس السوبر الأفريقي 2007 هي النسخة الخامسة عشر من كأس السوبر الأفريقي، وهي مباراة سنوية تجمع بين الفائز بدوري أبطال أفريقيا والفائز بكأس الكونفيدرالية الأفريقية. كانت المباراة بين النجم الساحلي التونسي الفائز بدوري أبطال أفريقيا والأهلي المصري الفائز بالكونفدرالية. أقيمت المباراة في ملعب أديس أبابا في أديس أبابا بإيثوبيا. انتهت المباراة بفوز الأهلي بالركلات الترجيحية، وهو الفوز الثالث له في كأس السوبر الأفريقي.

## الفرق
- الأهلي الفائز بدوري أبطال أفريقيا
- النجم الساحلي الفائز بكأس الكونفدرالية

## النتيجة
الأهلي (0-5)-(4-0)  النجم الساحلي

## الفائز بالبطولة
(اللقب الثالث)